# Кишерловски, Роберт
Ро́берт Кишерло́вски (хорв. Robert Kišerlovski; род. 9 августа 1986, Чачак) — хорватский профессиональный шоссейный велогонщик, выступающий за команду Tinkoff-Saxo. Чемпион Хорватии 2013 года.

## Карьера
Заниматься велосипедным спортом хорват начал в тринадцатилетнем возрасте, а в девятнадцатилетнем возрасте подписал первый профессиональный контракт со словенской командой Adria Mobil. В её составе Кишерловски выступал 4 года и одержал одну победу — на гонке Gran Premio Palio del Recioto. Помимо этого он поднимался в тройку сильнейших на Туре Словении. В 2009 году хорват перешёл в команду Amica Chips-Knauf, за которую выступал до июня. Однако из-за финансовых проблем команда была расформирована и он оказался в составе команды высшего дивизиона Fuji-Servetto. В её составе он занял 25-е место на Туре Швейцарии и стартовал на Вуэльте, правда вынужден был покинуть её уже после четвёртого этапа.
Следующий год Кишерловски провел в команде Liquigas-Doimo. Несмотря на свой статус помощника для Ивана Бассо и Винченцо Нибали он смог замкнуть десятку лучших на Джиро, став вторым в классификации молодых гонщиков, уступив 7 минут Ричи Порту.
Два следующих года хорват выступал за казахстанскую команду Pro Team Astana. За это время он не одерживал побед, но показал ряд неплохих выступлений. Лучшими достижениями этого периода для Кишерловски стали бронзовая медаль чемпионата Хорватии 2012 и пятое место на Флеш Валлонь в том же году. На Тур де Франс 2012 он упал на одном из спусков, сломал ключицу и вынужден был пропустить лондонскую Олимпиаду.
В начале 2013 года Кишерловски подписал контракт с командой RadioShack-Leopard. В том же году он одержал победу на чемпионате Хорватии, а ещё спустя год повторил своё лучшее достижение на Гранд Турах, вновь став десятым на Джиро. При этом хорват вплотную подошёл к победе на восьмом этапе, но в финишном ускорее оказался вторым, проиграв несколько метров итальянцу Диего Улисси.
В 2015 году перешёл в команду Tinkoff-Saxo.

## Личная жизнь
Роберт Кишерловски - младший брат Эмануля Кишерловского (род. 1984), также профессионального велогонщика, чемпиона Хорватии 2015 года.

## Выступления на Гранд Турах
| Гонка          | 2009 | 2010 | 2011 | 2012 | 2013 | 2014 |
| -------------- | ---- | ---- | ---- | ---- | ---- | ---- |
| Джиро д'Италия | —    | 10   | 43   | —    | 15   | 10   |
| Тур де Франс   | —    | —    | —    | Сход | —    |      |
| Вуэльта        | Сход | —    | 18   | —    | 17   |      |